# Große Synagoge (Sadagora)

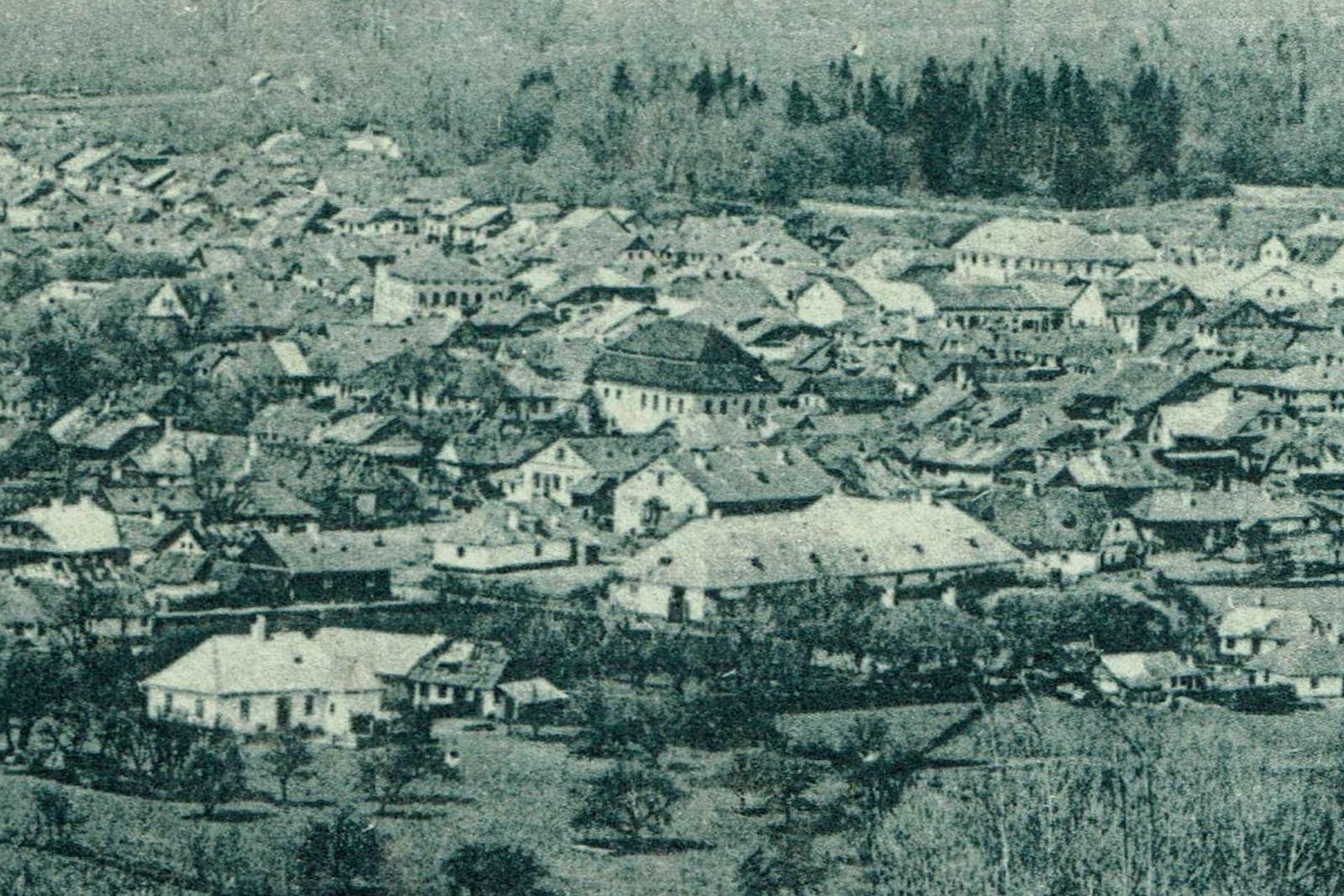
Große Synagoge in der Bildmitte (1898)

Die Große Synagoge in Sadagora, einem Stadtteil der ukrainischen Stadt Czernowitz, wurde in der ersten Hälfte des 19. Jahrhunderts erbaut und später in eine Fabrik umgebaut.

## Geschichte
Die in der ersten Hälfte des 19. Jahrhunderts erbaute Synagoge diente als Hauptsynagoge des Ortes. Sie wurde nach dem Zweiten Weltkrieg in den 1950er Jahren von den sowjetischen Behörden zu einer Kleiderfabrik umgebaut. Der technische Zustand des Gebäudes ist zufriedenstellend, durch die Umbauten ist aber von dem Charakter einer Synagoge nicht mehr viel zu erkennen.

## Architektur
Das im Stil des Klassizismus erbaute Gebäude ist aus Backsteinen errichtet und verputzt. Die äußeren Maße sind 23,15 × 13,15 m.
Bedeckt ist das Gebäude mit einem zweistufigen Walmdach. Ursprünglich bestand es aus der Haupthalle (Gebetsraum der Männer), der Kirchenvorhalle (Narthex) und den Gebetsräumen der Frauen.
Im Zuge der Umbauten wurde ein zweites Stockwerk eingezogen. Sowohl Türen als auch Fenster wurden teils zugemauert, teils andere dafür in die Wände gebrochen.
Weder Bima noch Toraschrein sind erkennbar.